# Simon Stadler (tennis)
Pour les articles homonymes, voir Stadler.
Simon Stadler, né le 20 juillet 1983 à Heidelberg, est un joueur de tennis allemand, professionnel entre 2002 et 2016.

## Carrière
Actif sur le circuit junior au début des années 2000 aux côtés de Philipp Kohlschreiber et de Philipp Petzschner, Simon Stadler atteint notamment les quarts de finale à l'Open d'Australie et remporte l'Orange Bowl en double avec Petzschner en 2001. Ses meilleurs classements sont une 8e place en simple et une 14e en double.
Il remporte son premier match dans un tournoi Challenger à Eckental en 2000. Ses débuts sur le circuit sont difficiles, il faut attendre 2005 pour le voir remporter ses premiers Futures. Il y en remporte d'ailleurs trois cette année-là, puis un quatrième l'année suivante. En 2006, il parvient à se qualifier pour son premier tournoi du Grand Chelem à Wimbledon. Il est battu par David Ferrer (6-1, 6-4, 6-4). L'année suivante, il accède notamment au deuxième tour des tournois ATP de Halle et de Bangkok. Il atteint également trois demi-finales sur le circuit secondaire à Lanzarote, Oberstaufen et Sacramento.
En 2008, après avoir disputé trois nouvelles demi-finales (Athènes, Crémone et Telde), il se fait remarquer en se hissant au 3e tour du tournoi de Wimbledon. Après un matchs de cinq sets en qualification, il bat la tête de série no 18, Ivo Karlović (4-6, 7-64, 6-3, 7-5) au premier tour puis Thomaz Bellucci (3-6, 6-3, 6-1, 6-75, 8-6) au second. Il s'incline contre Márcos Baghdatís (7-62, 6-4, 6-2). Cette performance lui permet d'atteindre la 144e place. En septembre, il passe en tour à Bangkok en battant Julien Benneteau (54e) et à Tokyo grâce à sa victoire sur Philipp Petzschner. En 2009, il participe à sa seule finale en Challenger à Rhodes, perdue contre Benjamin Becker.
En 2011, il parvient à se qualifier pour l'Open d'Australie. Il battu par le Luxembourgeois Gilles Müller (6-3, 7-65, 6-4). Il remporte également quatre tournois Challenger en double et décide de se spécialiser à plein temps dans cette discipline dès l'année suivante. Il remporte six tournois avec son partenaire le plus régulier Nicholas Monroe dont l'ATP de Båstad en 2013 face à Carlos Berlocq et Albert Ramos après avoir atteint la finale en début d'année à Buenos Aires.

## Palmarès

### Titre en double messieurs
| No | Date       | Nom et lieu du tournoi      | Catégorie | Dotation  | Surface      | Partenaire      | Finalistes                          | Score            |          |
| -- | ---------- | --------------------------- | --------- | --------- | ------------ | --------------- | ----------------------------------- | ---------------- | -------- |
| 1  | 08-07-2013 | Skistar Swedish Open Båstad | ATP 250   | 433 770 € | Terre (ext.) | Nicholas Monroe | Carlos Berlocq Albert Ramos-Viñolas | 6-2, 3-6, [10-3] | Parcours |

### Finales en double messieurs
| No | Date       | Nom et lieu du tournoi   | Catégorie | Dotation  | Surface      | Vainqueurs                   | Partenaire      | Score            |          |
| -- | ---------- | ------------------------ | --------- | --------- | ------------ | ---------------------------- | --------------- | ---------------- | -------- |
| 1  | 18-02-2013 | Copa Claro Buenos Aires  | ATP 250   | 493 670 $ | Terre (ext.) | Simone Bolelli Fabio Fognini | Nicholas Monroe | 6-3, 6-2         | Parcours |
| 2  | 22-07-2013 | Vegeta Croatia Open Umag | ATP 250   | 410 200 € | Terre (ext.) | Martin Kližan David Marrero  | Nicholas Monroe | 6-1, 5-7, [10-7] | Parcours |

## Palmarès dans les tournoisChallenger

### En simple
| Résultat  | Date     | Tournoi                   | Dotation | Surface | Adversaire      | Score    |
| Finaliste | Mai 2009 | Aegean Tennis Cup, Rhodes | 85 000 € | Dur     | Benjamin Becker | 7-5, 6-3 |

## Parcours dans les tournois duGrand Chelem

### En simple
| Année | Open d'Australie | Open d'Australie | Internationaux de France | Internationaux de France | Wimbledon       | Wimbledon        | US Open | US Open |
| ----- | ---------------- | ---------------- | ------------------------ | ------------------------ | --------------- | ---------------- | ------- | ------- |
| 2006  | —                | —                | —                        | —                        | 1er tour (1/64) | David Ferrer     | —       | —       |
| 2008  | —                | —                | —                        | —                        | 3e tour (1/16)  | Márcos Baghdatís | —       | —       |
| 2011  | 1er tour (1/64)  | Gilles Müller    | —                        | —                        | —               | —                | —       | —       |

N.B. : à droite du résultat se trouve le nom de l'ultime adversaire.

### En double
| Année | Open d'Australie          | Open d'Australie             | Internationaux de France | Internationaux de France | Wimbledon                 | Wimbledon             | US Open                   | US Open            |
| ----- | ------------------------- | ---------------------------- | ------------------------ | ------------------------ | ------------------------- | --------------------- | ------------------------- | ------------------ |
| 2013  | 1er tour (1/32) D. Goffin | A.-U.-H. Qureshi J.-J. Rojer | —                        | —                        | 2e tour (1/16) N. Monroe  | M. Bhupathi J. Knowle | 1er tour (1/32) N. Monroe | Ivan Dodig M. Melo |
| 2014  | 2e tour (1/16) P. Oswald  | M. Llodra N. Mahut           | 2e tour (1/16) N. Monroe | J.-J. Rojer Horia Tecău  | 1er tour (1/32) N. Monroe | S. Bolelli F. Fognini | —                         | —                  |

N.B. : le nom du ou de la partenaire se trouve sous le résultat ; le nom des ultimes adversaires se trouve à droite.